# زهرا رهنورد
زهره کاظمی مشهور به زهرا رهنورد (زادهٔ ۲۸ مرداد ۱۳۲۴ در بروجرد) نویسنده، روزنامه‌نگار و هنرمند اهل ایران است.
او مدرک دکتریِ خود را در رشته‌ٔ علوم سیاسی از دانشگاه آزاد اسلامی دریافت کرد. رهنورد در کارشناسی مجسمه‌سازی از دانشگاه تهران و کارشناسی ارشد پژوهش هنر از دانشگاه تهران دارد و از سال ۱۳۷۷ تا ۱۳۸۵ ریاست دانشگاه الزهرا را بر عهده داشته‌است.
او هم‌اکنون به همراه همسرش، میرحسین موسوی، از رهبران جنبش اعتراضیِ ایران موسوم به جنبش سبز در حصر خانگی به سر می‌برد. او در آخرین پیام خود در ۱۹ مرداد ۱۴۰۴ به اعدام و سرکوب زندانیان سیاسی اعتراض کرد.

## زندگی خانوادگی
پدر زهرا رهنورد، «صادق کاظمی»، سرهنگ ارتش شاهنشاهی ایران، و مادرش، «احترام‌السادات نواب صفوی»، دخترعموی سید مجتبی نواب صفوی است. او و میرحسین موسوی سه دختر به نام‌های کوکب، زهرا و نرگس دارند.

### تغییر نام
او نام خود را از زهره کاظمی به زهرا رهنورد تغییر داده‌است خود در این باره می‌گوید:
من پیش از ورود به مسائل مذهبی، تمام حس‌های مبارزاتی را تجربه کرده‌ام اما پس از انتخاب راه مذهب و لباس مذهبی نام خود را از زهره به زهرا و نام خانوادگی‌ام را از کاظمی به رهنورد که به معنای ره‌نورد در مسیر اسلام، قرآن و پیروزی اسلام بود، تغییر دادم.

## سردبیری مجله اطلاعات بانوان
رهنورد پس از انقلاب ۱۳۵۷ با حضور در روزنامهٔ اطلاعات در اسلامی‌سازی مطبوعات نقش داشت. وی به سمت سردبیری نشریهٔ اطلاعات بانوان منسوب شد و نام آنرا به نشریهٔ راه زینب تبدیل کرد. او به‌همراه کسانی مانند اعظم طالقانی و منیره گرجی فرد نقش برجسته‌ای در بی‌اعتباری فمینیسم سکولار و نیز تخریب مطبوعات و سازمان‌های زنان موجود در آن زمان داشت. گفته شده او تیراژ مجله چهل ساله اطلاعات بانوان را با مدیریت خود از ۵۰ هزار به ۴ هزار کاهش داد.

## دیدگاه‌ها دربارهٔ حجاب
او در ابتدای انقلاب ۱۳۵۷ در تلویزیون ظاهر شد و طرحی راجع به پوشش اسلامی ارائه داد و پس از تشکیل شورای انقلاب نیز طرح پوشش اسلامی خود را به‌طور مکتوب به شورای انقلاب ارائه کرد. او در مصاحبه‌ای در ۶ مرداد ۱۳۵۹ گفت: «ما باید برای زنان و مردان در آغاز حفظ عفت عمومی را به عنوان یک اصل مطرح می‌کردیم و به‌طور جدی می‌خواستیم که رعایت بشود و برای عدم رعایت آن مجازات قرار می‌دادیم. در الجزایر زنانی که لباس کوتاه می‌پوشیدند پایشان را رنگ می‌زدند.»
رهنورد خود در قبل از انقلاب بی‌حجاب بود. زمانی صادق خلخالی یک عکس با مینی‌ژوپ از او را به صحن مجلس اول آورده بود تا میرحسین موسوی را تخریب کند. گفته می‌شود او به همراه میرحسین موسوی دو سال در آمریکا به‌سر برد و در آنجا آزادانه رفتار می‌کرد.
او دربارهٔ انتخاب حجاب خودش گفته‌است:
«من و خواهرانم حجاب را انتخاب کردیم. ما جوانی کردیم، شب شعر می‌رفتیم، موسیقی گوش می‌کردیم، تئاتر می‌رفتیم؛ آزاد بودیم اما تربیت خانوادگی ما این آزادی را تفسیر کرده بود. حتی آن موقع که اعتقاد دینی نداشتیم، توجیه نداشتیم. من در آن لباس سنتی و چادر، اصلاً پوششی به شکل مانتو شلوار که نداشتیم، چیزهای خوبی نمی‌دیدم.»

### انتقاد از اجبار حجاب به شکل خشونت‌آمیز

مصاحبه زهرا رهنورد با روزنامه انقلاب اسلامی در تاریخ ۲۸ تیر ۱۳۵۹

رهنورد در تاریخ ۲۸ تیر ۱۳۵۹ با روزنامه انقلاب اسلامی مصاحبه کرد و با وجود حمایت از اجبار حجاب در ادارات و مکان‌های عمومی، به انتقاد از روش‌های مجازات و اجبار حجاب در آن زمان پرداخت. او پیشنهاد داد تا «مجازات‌های شلاقی» علیه بی‌حجاب‌ها متوقف شود و در عوض، به «مجازات‌های تربیتی» توجه شود. او در ادامه، دربارهٔ چگونگی مجازات تربیتی توضیحاتی ارائه داد. بر اساس توضیحات رهنورد، آنچه او مجازات تربیتی می‌نامید به این شکل بود که زنان ابتدا از طریق راهنمایی و آموزش، با پوشش اسلامی آشنا شوند و پس از اتمام دوره ارشاد و راهنمایی، روزهایی برای اجبار پوشش اسلامی تعیین شوند و به مرور تعدادشان افزایش یابد.

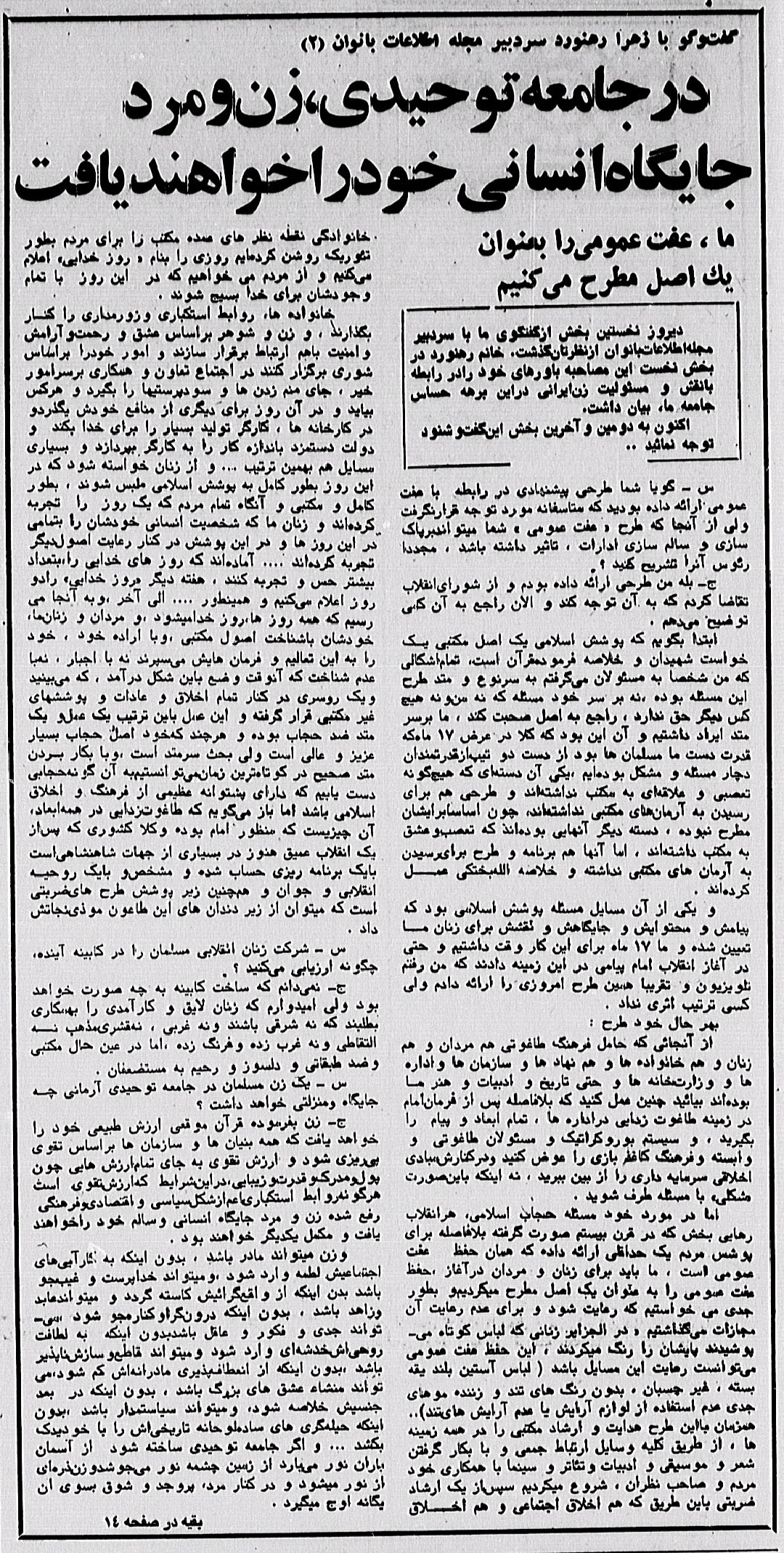
مصاحبه زهرا رهنورد در ۶ مرداد ۱۳۵۹

### حمایت از اجبار رعایت عفت عمومی
در مصاحبه ای به تاریخ ۶ مرداد ۱۳۵۹، روزنامه‌نگاری که با رهنورد مصاحبه می‌کرد، به طرحی با نام «عفت عمومی» اشاره کرد که به گفته او، می‌توانست در پاک سازی و سالم سازی ادارات مؤثر باشد اما مورد بی‌توجهی قرار گرفت؛ سپس رهنورد در توضیحاتی که دربارهٔ این طرح ارائه داد، گفت که در ابتدای انقلاب، طرحی در ارتباط با مسئله پوشش اسلامی ارائه داده بود که تقریباً مشابه با طرح آن زمان (زمان مصاحبه) بود اما اجرا نشد. وی در توضیح جزئیات طرح، ابتدا به موضوع «اخلاق سرمایه‌داری» در ادارات پرداخت و سپس به لزوم اجبار رعایت عفت عمومی در سطح کشور اشاره کرد. ابتدا دربارهٔ ادارات چنین گفت که پیشنهاد داده بود تا بلافاصله بعد از فرمان روح‌الله خمینی برای «طاغوت‌زدایی از اداره‌ها»، تمام ابعاد پیام او درک شود و علاوه بر از بین بردن «مبادی اخلاق سرمایه‌داری»، با مواردی مانند «فرهنگ کاغذ بازی» نیز مبارزه شود. او در ادامه از مجازات آنهایی که به گفته او «عفت عمومی» را رعایت نمی‌کردند، حمایت کرد و گفت که عفت عمومی همان حداقل پوشش است که در کشورهایی مانند الجزایر هم رعایتش اجباری است. او در مثالی، به رنگ کردن پای زنانی که در الجزایر لباس کوتاه می‌پوشیدند اشاره کرد. در نهایت معیارهایی برای عفت عمومی و حداقل پوشش ذکر کرد. رهنورد در این مصاحبه تذکر داد که انتقادات پیشین او متوجه «اصل پوشش اسلامی» نبوده‌اند و مشکل او صرفاً با متدها و روش‌های اجرای آن بوده‌اند.
وی مطالبه پوشش را حق طبیعی خود و دوستانش در مواجهه با مردم معمولی دانست. او پیشنهاد کرد که او و دوستانش مردم را به تدریج به پوشش خاصی عادت بدهند (مهندسی اجتماعی) به این ترتیب که یک روز را به نام روز بخود آیی تعریف کنند و در آن روز مردم پوشش جدیدی را که صلاحدید طبقه حاکم است بر تن کنند و طبقه حاکم بتدریج این روزها را افزایش دهد تا اینکه در نهایت مردم عادت کنند در همه روزهای سال آن پوشش را برتن کنند!

### مخالفت صریح با حجاب اجباری
در دهه‌های بعد، رهنورد به شکلی علنی و صریح با حجاب اجباری مخالفت کرد. او پس از کشته شدن مهسا امینی، به مسئولان جمهوری اسلامی توصیه کرد که حجاب اجباری را برای همیشه کنار بگذارند.

## پیام‌ها در حصر خانگی

### به مناسبت روز جهانی زن
زهرا رهنورد در اسفند ۱۴۰۳ به مناسبت روز جهانی زن گفت: «جنگ تن به تن» حاکمان جمهوری اسلامی با زنان همچنان ادامه دارد. وی در نوشته خود ادامه داد: «تحقیر، دستگیری، زندان و اعدام سهم زنان آگاه و آزادیخواهی است که تسلیم جهل و تبعیض یا دخالت در زندگی خصوصی خود نظیر حجاب اجباری نشده‌اند». وی حکومت ایران را «نظام‌های دیکتاتوری» دانسته که «همچنان، با پررویی و بی‌خجالت، کوس رسوایی خود را به گوش ملت خود می‌رسانند و چشم خود را بر واقعیت‌های تلخ بین‌المللی، عقب‌افتادگی‌ها، فقر و نابسامانی که گریبانگیر کشور و ملت شده بسته‌اند.»

### اعتراض به سرکوب و اعدام زندانیان سیاسی
در ۱۹ مرداد ۱۴۰۴ زهرا رهنورد با انتشار پیامی نسبت به سرکوب و اعدام زندانیان سیاسی اعتراض خود را نشان داد: «دریغا، که حاکمان بر خشونت و ظلم و ستم افزودند، و با اعدام فرزندان منتقد مردم، و همزمان با سرکوب و کشاندن زندانیان سیاسی با قُل و زنجیر و ضرب و جرح و شتم، این آزادگان سرفراز را، از این زندان به آن زندان کشاندند و خون بر چهره نجیب‌شان پاشیدند و زخم بر دست و پای… شگفتا که چهره کریه استبداد و خشونت هم چنان بر قامت این نظام حرف اول و آخر است.» او از آمران و عاملان این فاجعه خواست تا از ملت عذرخواهی و همه زندانیان را آزاد کنند.

## فعالیت‌های هنری، علمی و پژوهشی
زهرا رهنورد در دهه ۴۰ و اوایل دهه ۵۰ خورشیدی از جمله شاگردان فعال علی شریعتی بود که در مبارزه با حکومت پهلوی فعالیت داشت. بهمن احمدی در تاریخ ۲۶ آوریل ۲۰۰۹ در سایتش نوشته‌است: «خیلی‌ها سخنرانی او (زهرا رهنورد) را در استادیوم امجدیه هنوز به خاطر دارند». زهرا رهنورد کتاب‌هایی می‌نوشت که مورد استفاده روشنفکران دینی و چپ‌های مذهبی آن روزها بود. علی شریعتی قبل از یکی از سخنرانی‌هایش در حسینیه ارشاد از مخاطبانش خواست تا از نمایشگاه نقاشی یک زوج جوان در راهروهای حسینیه دیدن کنند. زوجی که آینده آن‌ها را درخشان توصیف کرد. تابلوها نام حسین رهجو و زهرا رهنورد را برخود داشت.
رهنورد در سال ۱۳۵۵ همراه همسرش به آمریکا رفت و در آنجا به عضویت کنفدراسیون دانشجویان ایرانی درآمد و علیه حکومت پهلوی دست به فعالیت زد و در آستانه پیروزی انقلاب اسلامی به تهران بازگشت. از نحوه زندگی وی در آمریکا اطلاعاتی در دست نیست.
از رهنورد به عنوان هنرمند، آثاری مانند مجسمه ظهر عاشورا، مجسمه به یاد عاشورا، مجسمه‌های شیشه به روایت عشق، دو مجسمه یادمان با نام‌های درخت پرنده و ماه و پرنده (۱۳۸۵) در دانشگاه الزهرا و مجسمه «نرگس عاشقان» (۱۳۷۳) در میدان مادر تهران به جا مانده‌است.
او پس از دانش‌آموختگی در دکترای علوم سیاسی، مدتی سردبیر نشریه راه زینب از مؤسسه اطلاعات بود و از سال ۱۳۵۹ در پست تدریس دانشگاهی زنان و در شورای عالی انقلاب فرهنگی (۱۳۶۷–۱۳۷۲) نیز فعالیت کرد. وی هم چنین در سال ۱۳۷۷ به عضویت فرهنگستان هنر درآمد.
رهنورد در خرداد سال ۸۷ عنوان نخستین زنی که توانسته در طول تاریخ دانشکده هنر دانشگاه تهران به مقام استادی این دانشگاه دست یافته را کسب کرد. کسب عنوان رئیس نمونه دانشگاه در بین رؤسای دانشگاه‌های کشور، انتخاب به عنوان «خادم القرآن» از طرف مؤسسه امام رضا و سازمان اوقاف، انتخاب به عنوان مدیر نمونه گروه پژوهشی هنر از سوی سازمان ثبت در سال ۱۳۸۳، دریافت «جایزه بین الملی خوارزمی»، عضویت در هیئت امنای بنیاد ملی نخبگان، درج زندگی‌نامه دکتر رهنورد در کتاب استادان برجسته دانشگاه قرن ۲۱، برگزیده شدن به عنوان مفاخر فرهنگی و تألیف کتاب هنر معاصر ایران در جهان اسلام و ارسال آن به کتابخانه‌های ۷۷ کشور جهان، انتخاب وی به عنوان یکی از ۲۰۰۰ استاد برتر جهان در سال ۲۰۰۵ از جمله فعالیت‌های علمی وفرهنگی زهرا رهنورد بوده‌است.
وی هم چنین در سال ۱۳۷۴ مدیر گروه هنر سازمان سمت گردید.
از وی تاکنون بیش از ۳۰ جلد کتاب در زمینه‌های قرآنی، اسلامی، سیاسی و فرهنگی-هنری انتشار یافته که برخی به زبان‌های انگلیسی، عربی، اردو، آلمانی وایتالیایی ترجمه شده‌اند. وی همچنین تاکنون بیش از ۱۰ مورد مقاله به کنفرانس‌های داخلی و بین‌المللی ارائه کرده‌است. رهنورد بیش از ۱۰ نمایشگاه از آثار هنری اش را در گالری‌های داخلی و خارجی برگزار کرده‌است.

### هنر اسلامی
نظر زهرا رهنورد همسر میرحسین موسوی دربارهٔ هنر اسلامی اینگونه می‌باشد:
 «همیشه گلدسته و گنبد را می‌دیدم، حقیقتش خوشم نمی‌آمد، من می‌گفتم اگر من آرشیتکت بودم تمام این گنبدها را خراب می‌کردم و به جایش چیز دیگری می‌ساختم. اما این کتاب تمام آن رازها را باز کرده بود. گنبدها و خط‌ها و معماری اسلامی و اسلیم! امروز هم خیلی علاقه ندارم، ولی آن روز بدم می‌آمد.»

## تحصیلات
دانشگاه آزاد اسلامی در نامه‌ای رسماً اعلام کرد آزمون دکتری سال ۱۳۶۴ در این دانشگاه منوط به دارا بودن مدرک کارشناسی ارشد نبوده و زهرا رهنورد بدون داشتن مدرک فوق لیسانس و طبق ضوابط این دانشگاه در دوره دکترا پذیرفته شده. البته به‌دنبال تغییر مقررات در سال ۱۳۶۹، آن دسته از دانشجویان شاغل به تحصیل در دانشگاه آزاد اسلامی که فاقد مدرک تحصیلی پایه بوده‌اند، ملزم به گذراندن مقاطع قبلی و دریافت مدرک فارغ‌التحصیلی می‌شوند. زهرا رهنورد نیز در سال ۱۳۶۹ در دوره کارشناسی ارشد رشته علوم سیاسی شرکت کرده و در سال ۱۳۷۲ مدرک کارشناسی ارشد را در این رشته دریافت کرد.
اداره کل روابط عمومی وزارت علوم، تحقیقات و فناوری در آستانه دهمین انتخابات ریاست جمهوری در ایران در اطلاعیه‌ای اعلام کرد:
«در پاسخ به خبر منعکس شده در خبرگزاری ایلنا به نقل از جعفر توفیقی وزیر سابق علوم، تحقیقات و فناوری با عنوان «وزارت علومِ دولت نهم مدارک دکتر رهنورد را تأیید کرده بود»، اعلام می‌کند: هیچگونه مدرکی دال بر تأیید مدرک دکتری زهرا رهنورد در وزارت علوم، تحقیقات و فناوری موجود نمی‌باشد.»
«وزیر وقت علوم پاسخ دهند چرا در زمانی که پرونده خانم زهرا رهنورد جهت ارتقای علمی در هیئت ممیزی وزارت مطرح شده، موارد مربوط به همزمانی تحصیل در سه رشته و در دو مقطع تحصیلی اصلاً مورد توجه قرار نگرفته‌است.»
زهرا رهنورد در مصاحبه با روزنامه جام جم گفت: «ظاهراً جرم من این بوده که از مجاری قانونی موفق به کسب دو فوق لیسانس شده‌ام. گویا هنرمند و روشنفکر بودن هم‌زمان برای زن ایرانی جرم است. تمام مدارک قانونی که بر اخذ مدارک بنده به صورت کاملاً قانونی دلالت دارند موجود هستند و باید از خود وزارت علوم پرسیده شود که چرا در حالی که در سال ۸۶ به بنده فول پروفسوری اعطا شده چنین مباحثی در آستانه انتخابات مطرح می‌شود؟ قرار است دانشگاه (دانشگاه آزاد) پس از برگزاری انتخابات مدارک دقیق دوران تحصیل بنده را منتشر و تأیید کند.»

## انتخابات ریاست جمهوری دهم
در جریان انتخابات دهم ریاست جمهوری خرداد ۱۳۸۸، همسران نامزدها به‌طور بی‌سابقه‌ای در تبلیغات انتخاباتی حاضر شدند. خصوصاً زهرا رهنورد که در فعالیت‌های تبلیغاتی همسرش میرحسین موسوی حضور چشمگیری داشت، حضوری که در خارج از ایران هم به چشم آمد. پیش از انتخابات، رسانه‌های غربی، زهرا رهنورد را میشل اوبامای ایران خواندند.
در بهمن ماه ۱۳۸۹ و پس از اعتراضات جنبش سبز در ۲۵ بهمن ۱۳۸۹، زهرا رهنورد به همراه همسرش میرحسین موسوی توسط مأموران امنیتی در حصر خانگی قرار گرفت و کلیه ارتباطات و رفت‌وآمد آن‌ها قطع شد.

### مصاحبه زهرا رهنورد دربارهٔ دیدگاه‌های میرحسین موسوی
زهرا رهنورد در مصاحبه با بی‌بی‌سی عنوان کرده‌است: «در رابطه با زنان، آزادی زنان، حضور زنان در عرصه‌های ملی و بین‌المللی، حضور زنان در کابینه، حق شهروندی زنان، حمایت از حقوق زنان در خانواده و حقوق مدنی فکر نمی‌کنم پیشتازتر از موسوی کسی وجود داشته باشد.»

### واکنش به نتایج انتخابات

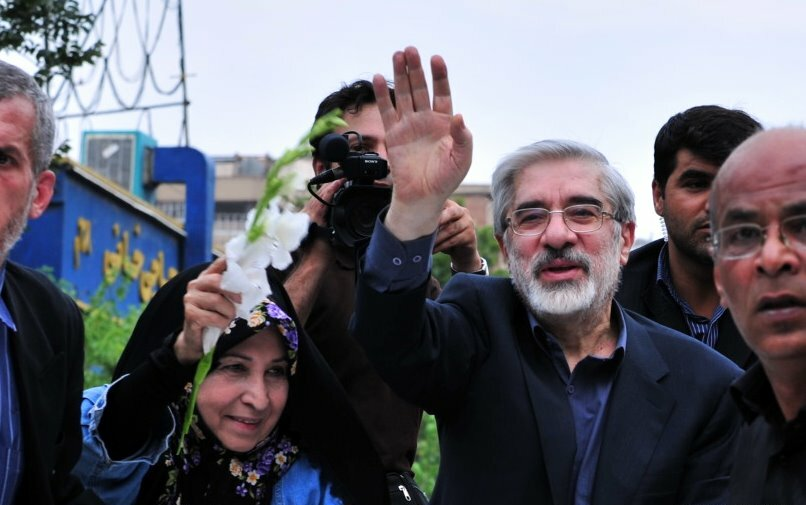
زهرا رهنورد و همسرش میرحسین موسوی در راهپیمایی سکوت برای گرامیداشت جانباختگان اعتراضات پس از انتخابات ریاست جمهوری، ۲۸ خرداد ۱۳۸۸

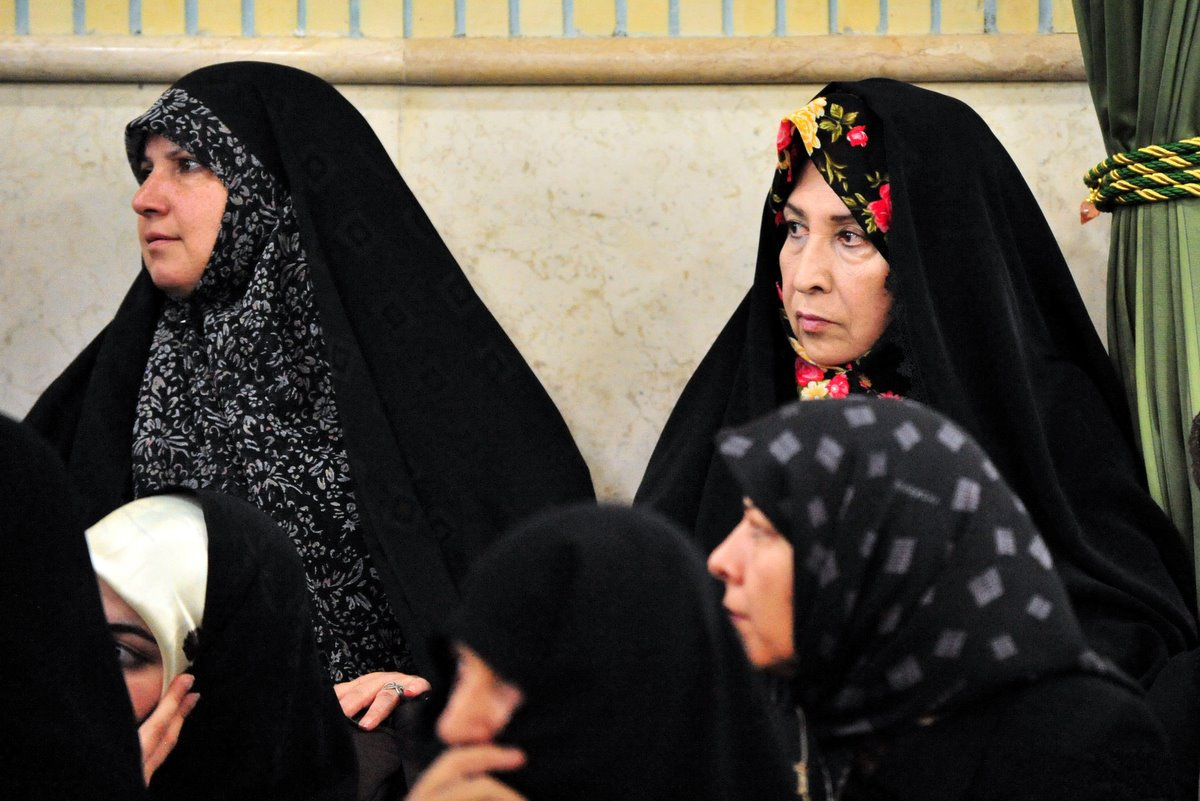
زهرا رهنورد در مراسم بزرگداشت جان‌باختگان تظاهرات ۱۳۸۸

بی‌بی‌سی در گزارشی دربارهٔ رای نیاوردن میرحسین موسوی، مهدی کروبی و محسن رضایی در زادگاه‌های خود براساس گزارش خبرگزاری ایرنا، درانتخابات ریاست جمهوری سال ۱۳۸۸، اعلام کرد که زهرا رهنورد، در گفتگو با بخش فارسی بی‌بی‌سی، با اشاره به ترک‌زبان بودن همسر و لر بودن خودش از اینکه در این مناطق، آرا اعلام شده مطابق با نظرسنجی‌های قبل از انتخابات، از آن آن‌ها نبوده‌است، ابراز تعجب کرد.

### دستگیری برادر زهرا رهنورد
شاپور کاظمی برادر زهرا رهنورد (زاده ۱۳۲۶) مهندس مخابرات، عضو هیئت مدیره تولیدکنندگان یوپی‌اس و عضو اتاق بازرگانی مخابرات است که در روزهای اول اعتراضات مردم به انتخابات ریاست جمهوری دهم بازداشت شد. بازداشت وی با اعتراضات متعدد مواجه گردید. بر اساس گزارش بی‌بی‌سی سایتهای تندرو حامی دولت اتهاماتی با جنبهٔ شخصی و غیر سیاسی، مشابه اتهاماتی که علیه مخالفان حکومت مطرح می‌شود را بر کاظمی واعضای خانواده اش نسبت دادند.
به گفتهٔ مرکز اسناد انقلاب اسلامی او «در حال آتش زدن ۷ دستگاه موتور سیکلت در میدان ونک به همراه معشوقه‌اش خانم فاطمه رهنما که یک منافق با سابقهٔ محکومیت ۸ سال زندان بخاطر اقدامات تروریستی در گروهک منافقین است دستگیر شده و از خانهٔ تیمی مشترک و مجلل این دو نفر در شمال تهران مشروبات الکلی و ابزار لهو و لعب کشف گردید.» مرکز اسناد انقلاب اسلامی همچنین او را به ارتباط با نهادهای اطلاعاتی ایالات متحده آمریکا و بدهی ده‌ها میلیاردی به سیستم بانکی کشور نیز متهم کرده‌است. این اتهامات در دیگر منابع رسمی جمهوری اسلامی مانند خبرگزاری رسمی جمهوری اسلامی، روزنامه ایران و روزنامه جوان نیز تکرار شده‌است.
زهرا رهنورد ضمن اعلام اینکه برادرش در مسائل سیاسی دخالتی نداشته‌است گفت که علت بازداشت او وارد کردن فشار بر موسوی بوده‌است.

### انتخاب زهرا رهنورد به عنوان سومین متفکر برتر سال ۲۰۰۹
مجله بین‌المللی فارن پالیسی، زهرا رهنورد، همسر میرحسین موسوی، را به عنوان نفر سوم در فهرست صد متفکر برتر جهان در سال ۲۰۰۹ انتخاب کرد. این مجله آمریکایی، زهرا رهنورد را مغز متفکر «انقلاب سبز ایران» و تبلیغات انتخاباتی همسرش میرحسین موسوی معرفی کرده‌است.

### حمله به زهرا رهنورد
هم‌زمان با تظاهرات روز دانشجو در روز ۱۶ آذر، گروهی از زنان بسیجی به زهرا رهنورد حمله کردند. رادیو آلمان به نقل از سایت کلمه، سایت خبررسانی میرحسین موسوی، نوشت که زهرا رهنورد، استاد دانشگاه تهران و همسر آقای موسوی، ابتدا در محل کارش در دانشکده هنرهای زیبا و پس از آن در خیابان وصال تهران با گاز فلفل مورد حمله لباس شخصی‌ها قرار گرفته‌است. به‌گفتهٔ سایت کلمه، افراد مهاجم از فاصله نزدیک به صورت زهرا رهنورد گاز فلفل پاشیدند که به «تنگی نفس و نابینایی موقت» او منجر شد. همچنین برای بار دوم، در پیش‌ از ظهر ۱۷ آذر نیز گروهی از زنان لباس شخصی با هجوم به دانشکده هنرهای زیبا قصد حمله به وی را داشتند.

### واکنش به بیانیهٔ میرحسین موسوی
در روز سه‌شنبه ۶ بهمن ۱۳۸۸ در واکنش به بیانیهٔ هفدهم میرحسین موسوی مصاحبه‌ای با وبگاه روز آنلاین انجام داد و بیانیهٔ موسوی را «کف خواسته‌ها و آرمان‌های مردم» خواند. وی در این مصاحبه گفت:
من نمی‌توانم آینده را پیش‌بینی کنم که چه اتفاقی خواهد افتاد و چه خواهد شد، فقط امیدوارم هر اتفاقی که می‌افتد به نفع ملت ایران باشد و به سربلندی ملت ایران ختم شود. می‌خواهم بر این نکته تأکید کنم که نه دولت احمدی‌نژاد را به رسمیت می‌شناسیم و نه پشت پرده سازش می‌کنیم.

## سوابق شغلی
- رئیس دانشگاه الزهرا (۱۳۸۵–۱۳۷۷)
- مسئول کمیته تألیف و تدوین کتاب درسی رشته هنر در وزارت علوم، تحقیقات و فناوری
- روزنامه‌نگار و سردبیر مجله اطلاعات بانوان که بعد از انقلاب به نام مجله راه زینب تغییر یافت و به علت مدیریت غلط و استفاده از زنان ودختران بی تجربه و عدم‌استقبال از محتویات مجله جدید، درنهایت تیتراژ۵۰۰۰۰ عددی به ۲۰۰۰ رسید و بعد از مدتی مجله تعطیل شد.
- مشاور سیاسی رئیس‌جمهور (ریاست جمهوری خاتمی)
- رئیس گروه هنر سازمان مطالعه و تدوین سمت، وابسته به وزارت علوم، تحقیقات و فناوری
- مجری طرح ملی نگارش تاریخ هنر ایران در دوره اسلامی
- عضو کمیسیون ملی یونسکو در ایران
- عضو هیئت علمی دانشگاه تهران
- عضو هیئت داوری دومین دوسالانه بین‌المللی نقاشی جهان اسلام
- عضو شورای سیاست گذاری دوسالانه بین‌المللی نقاشی جهان اسلام
- عضو هیئت داوران دومین دوسالانه نقاشی در تهران
- عضو انجمن نقاشان ایران
- عضو انجمن مجسمه سازان ایران
- عضو انجمن زنان هیئت علمی دانشگاه‌های ایران
- عضو شورای مرکزی پژوهشکده علوم انسانی و مطالعات فرهنگی
- عضو شورای تحصیلات تکمیلی دانشکده هنرهای زیبای دانشگاه تهران
- استاد دانشگاه هنرهای زیبای دانشگاه تهران و دانشگاه الزهرا
- عضو و نماینده ۲ وزیر در شورای فرهنگی - اجتماعی زنان با حکم رئیس‌جمهور (ریاست جمهوری خاتمی)
- عضو شورای فرهنگ عمومی کشور با حکم رئیس‌جمهور (ریاست جمهوری خاتمی)
- عضو پیوسته فرهنگستان هنر[۳۲][۳۵]
- عضو هیأت‌ نظارت و سانسور کتاب‌ و کتاب‌ کودکان‌ در سال ۱۳۷۵.[۵۶]

## تالیفات و ترجمه‌ها
- طوفان‌ها و لاله‌های شهریور
- داستان‌های علی و مش مدینه
- پشت جبهه هم سنگر است
- سوگواری در حرا
- حکمت هنر اسلامی
- طلوع زن مسلمان
- ریشه‌های استعماری کشف حجاب
- سفر به دیار زنان بت
- پیام حجاب زن مسلمان
- زیبایی حجاب و حجاب زیبایی
- دولت ملی در اندیشه متفکران عرب و شبه قاره
- دولت اسلامی
- موضع‌گیری طبقات در فرایند انحطاط جامعه
- قیام موسی[۳۲]

## مقالات
از او مقاله‌هایی نیز به چاپ رسیده‌است، از جمله مقاله‌های:
- موضع‌گیری طبقات اجتماعی در قرآن ۱۳۵۷
- ریشه‌های استعماری کشف حجاب ۱۳۵۹
- زن در نظام ارزشی طاغوتی ۱۳۵۹
- شورش زن بر شخصیت تاریخی خود ۱۳۵۹
- تنظیم قوانین در جهت احیای حقوق زن از ویژگی‌های ضداستعماری مجلس است ۱۳۵۹
- سفری به دیار زنان بت ۱۳۶۶
- مادر، اسطوره همیشگی تاریخ
- هنر، عشق وزیبایی
- فلسفه هنر و رویکرد اجتماعی
- تصویر زن در توسعه ملی
- زن، اسلام، فمینیسم
- ذهنیت گرایی در هنر[۳۲]